# بابلو فيسكونتي
بابلو فيسكونتي (بالإنجليزية: Pablo Visconti)‏ هو أحيائي أمريكي، ولد في القرن العشرين.